# Roxane Bruneau
Pour les articles homonymes, voir Bruneau.
Roxane Bruneau, née le 14 janvier 1991 à Delson (Québec), est une auteure-compositrice-interprète, humoriste, et créatrice de contenu québécoise.

## Biographie

### Début
Roxane Bruneau nait à Delson sur la Rive-Sud de Montréal. Elle découvre très tôt une passion pour la musique. Dès l’âge de 12 ans, elle suit des cours de guitare, ce qui l’amène à composer sa première chanson en 2003 abordant le sujet de violence conjugale, Le secret. De fil en aiguille, l’écriture de Roxane se concrétise davantage et c’est d’ailleurs par l’entremise des plateformes web telles qu’Instagram, Facebook et YouTube qu’elle se met en 2013 à la création de mini-sketchs à la fois humoristiques, authentiques et originaux. Elle travaille à l'époque chez  Pizza Hut, comme cuisinère. C’est en 2017 que Roxane se rallie auprès de la compagnie de production des Disques Artic afin de réaliser son premier album, intitulé Dysphorie.

### Période de Covid-19
Durant la pandémie de Covid-19, en juin 2020, la chanteuse s'allie à l'organisme sans but lucratif SOS violence conjugale. Afin de sensibiliser aux ravages de la violence physique et psychologique, Roxane Bruneau enregistre une nouvelle version de sa chanson Le secret, dont tous les profits des ventes numériques seront remis à l’organisme d'aide. Au total, 2 500$ sont collectés. Durant l'été 2021, Roxane Bruneau devient collaboratrice de radio sur le réseau de radio Rouge FM dans l'émission Jay l'été en direct des studios de CITE-FM (107,3 Rouge) Montréal. Elle sort sont 2e album intitulé Acrophobie le 13 novembre 2020.
En juillet 2022, l'auteur-compositrice-interprète donne, accompagné de l'humoriste Phil Roy, un premier spectacle d'humour à Juste pour rire, au Théâtre Maisonneuve de la Place des Arts.

### Centre Bell, Centre Vidéotron et 3ealbum
Le 7 avril 2023, Roxane Bruneau donne un premier concert au Centre Vidéotron et le 14 avril au Centre Bell. Ses 2 prestations concluent officiellement sa tournée de spectacles Acrophobie. Lors de son concert au Centre Bell, l'auteure-compositeur-interprète annonce au public la sortie d'un 3ème album s'intitulant Submergé, pour l'automne 2023. L'album sort le 17 novembre 2023, et offre un lancement au MTelus de Montréal le 21 novembre.
Roxanne a reçu une nomination aux prestigieux prix JUNO 2025 récompensant les talents musicaux canadiens. L’artiste est nommée pour l’album de l’année avec sa dernière œuvre Submergé.

### Documentaire
Le documentaire Roxane Bruneau : à sa manière des Productions Deferlantes, sort le 21 janvier 2024 à TVA. Il présente son cheminement durant l'année 2022-2023, qui l'a notamment menée à performer au Centre Bell de Montréal et au Centre Vidéotron de Québec.

## Prix et distinctions
- 2021: Prix de la chanson de l'année pour À ma manière - Gala de l'ADISQ[12]
- 2022 : Prix Interprète féminine de l'année - Gala de l'ADISQ[13]
- 2023: Prix dans la catégorie humour: Gala Influence[14]
- 2023: Nomination Artiste féminine de l'année - Gala de l'ADISQ [15]
- 2023: Nomination Chanson de l'année pour Partout - Gala de l'ADISQ[15]
- 2024 : Nomination pour Album de l’année – Succès populaire au gala de l’ADISQ pour l’album Submergé [16]
- 2024 : Prix Album de l'année - Pop au gala de l'ADISQ pour l'album Submergé[17]
- 2025: Nomination dans la catégorie de l'album de l'année - Prix Juno[18].

## Discographie

### Albums studio
| Titre      | Détail | Peak chart positions | Peak chart positions | Certifications |
| Titre      | Détail | CAN                  | QC                   | Certifications |
| ---------- | --- | -------------------- | -------------------- | -------------- |
| Dysphorie  | - Sortie: 2 juin 2017 - Label: Inspire Musique - Formats: CD, LP, téléchargement numérique, diffusion en continu    | -                    | -                    | - MC: Gold     |
| Acrophobie | - Sortie: 13 novembre 2020 - Label: Disques Artic - Formats: CD, LP, téléchargement numérique, diffusion en continu | 6                    | 1                    | - MC: Gold     |
| Submergé   | - Sortie: 17 novembre 2023 - Label: Disques Artic - Formats: CD, LP, téléchargement numérique, diffusion en continu | 33                   | 1                    |                |

## Vidéographie
- 2016 : Seuls ensemble
- 2017 : J'pas stressé
- 2018 : Des p'tits bouts de toi
- 2019 : Notre belle démence
- 2020 : C'est n'importe quoi (Oulalala)
- 2020 : Le secret
- 2020 : Aime-moi encore
- 2020 : À ma manière
- 2021 : Acrophobie
- 2021 : Si jamais on me cherche
- 2022 : I DON'T KNOW PAS SAVOIR
- 2022 : Partout
- 2023 : Le cri des loups
- 2023 : Love me once more
- 2023 : Côté passager (avec Souldia)
- 2023 : J'te retiens pas
- 2023 : Bouteille à la mer
- 2023 : Le blanc des yeux
- 2023 : D.C.D
- 2023 : J'pense que tu penses trop
- 2025:  Replay

## Animations

### Séries télé
- 2021 : Qui sait chanter? (panéliste avec Rita Baga)

- 2022 : Gala Mammouth 2022

- 2023 : La Deuxième Voix (''5ème coach'')

- 2024 : La Voix (Coach)

- 2026 :  La Voix  (Coach)

### Collaboratrice de radio
- 2021 : Jay l'été - Rouge FM (107,3 Rouge)

## Filmographie

### Séries télé
- 2023 : Indéfendable : Louna Rose
- 2024 : LOL: Qui rira le dernier ?
- 2024 : Les enfants de la télé

## Collaborations
- 2018 - présent : Toyota 40-640 Repentigny (commandite)
- 2021 : La Tour (série télévisée)
- 2021 : Campagne publicitaire pour Can-Am - modèle féminin
- 2021 : Jay l'été - Rouge FM (107,3 Rouge)
- 2022 : Campagne publicitaire pour Tim Hortons - Je Tim en bleu
- 2022 : Spotify Singles (rétinerprétation de la chanson aime-moi encore en anglais, interprétation de la chanson Le bureau du médecin
- 2023 : Air Canada avec l’ensemble musical Ecos Del Tivoli : Enregistrement de la réinterprétation de la chanson Maudit Hiver
- 2023 : Participation du rappeur Souldia pour le vidéoclip Côté passager